# Singer Senior Six
Der Singer Senior Six war ein Mittelklassewagen, den Singer von 1930 bis 1931 baute.
Der Wagen hatte einen Sechszylinder-Reihenmotor mit 1792 cm³ Hubraum (Bohrung × Hub = 65 mm × 90 mm). Der Motor hatte seitlich stehende Ventile. Der Wagen hatte hinten und vorne Starrachsen, die an halbelliptischen Längsblattfedern aufgehängt waren.
Der Singer Senior Six war als viersitziger Tourenwagen oder ebensolche Limousine erhältlich.
1933, ein Jahr nach der Fertigungseinstellung des Senior Six, kam der kurzlebige Nachfolger 2 litre.